# San Marino en los Juegos Paralímpicos de Londres 2012
San Marino estuvo representado en los Juegos Paralímpicos de Londres 2012 por un deportista masculino. El equipo paralímpico sanmarinense no obtuvo ninguna medalla en estos Juegos.